# Јоакимфест
ЈоакимФест је био фестивал најбољих позоришних представа Србије по текстовима домаћих аутора. ЈоакимФест се оджавао сваке године од 7-15. маја од 2004. до 2011. године у Крагујевцу, Књажевско-српском театру. Фестивал је добио име по Јоакиму Вујићу (1772-1847), писцу, преводиоцу, учитељу страних језика, универзалном позоришном ствараоцу, директору Књажевско-српског театра у Крагујевцу 1835/36. године. Домаћин Фестивала је био Књажевско-српски театар, организатор Дирекција Фестивала, а главни покровитељ Град Крагујевац.

## Историјат
Из Театра су 1965. иницирани Сусрети професионалних позоришта Србије Јоаким Вујић (централне Србије), који су одржавани сваке године у мају у десетак градова, све до 2003. године. Од 2004. Театар постаје сталан домаћин ЈоакимФеста, а од октобра 2006. године и ЈоакимИнтерФеста, Међународног позоришног фестивала малих сцена.
Први ЈоакимФест, трансформисани Сусрети Јоаким Вујић, одржан је од 7. до 13. маја 2004. године у Крагујевцу. На фестивалу је пет професионалних позоришта из Србије извело седам позоришних представа, шест у конкуренцији за награде и једну у част награђених. Основна идеја организатора ЈоакимФеста је била стварање још бољег и атрактивнијег Фестивала, који ће покретати најактуелније теме везане за судбину позоришног живота Србије, али ће се тицати и издаваштва које се бави позоришном уметношћу, везама између друштва и театра, као и питањима позоришне продукције у садашњим условима.

## Награде
- Јоакимова награда за најбољу представу,
- Јоакимова награда за режију,
- Јоакимова награда за текст или адаптацију,
- Јоакимова награда за глуму,
- Јоакимова награда за сценографију,
- Јоакимова награда за костим,
- Јоакимова награда за оригиналну музику,
- Јоакимова специјална награда,
- Награда публике.

## Јоакимова награда за најбољу представу
- 2004 - Порфирогенеза текст и режија Ђорђе Милосављевић, у извођењу Народног позоришта из Ужица,[3]
- 2005 - Свињски отац текст Александар Поповић, режија Егон Савин, у извођењу Крушевачког позоришта,[4]
- 2006 - Дон Жуан текст Жан Батист Поклен Молијер, редитељ Југ Радивојевић, у извођењу Народног позоришта из Лесковца,[5]
- 2007 - Хероји текст Предраг Перишић, редитељ Славенко Салетовић, у извођењу Позоришта на Теразијама,[6]
- 2007 - Сеобе текст Милош Црњански, редитељ Пјер Валтер Полиц, у извођењу Књажевско-српског театра,[6]
- 2008 - Одабрани и уништени по текстовима Ивана Јовановића, Дејана Петковића и Марјана Тодоровића, редитељ Кокан Младеновић, у извођењу Народног позоришта из Ниша,[7]
- 2009 - Дервиш и смрт текст Меша Селимовић, редитељ Егон Савин, у извођењу Народног позоришта из Београда,[8]
- 2010 - Бановић Страхиња текст Борислав Михајловић Михиз, редитељ Андраш Урбан, у извођењу Народног позоришта из Суботице,[9]
- 2011 - Ожалошћена породица текст Бранислав Нушић, редитељ Андраш Урбан, у извођењу Народног позоришта из Ниша.[10]

## Фестивали
| 1. Јоакимфест – 2004. |
| --- |
| \| Селектор: Александар Милосављевић, позоришни критичар - Театар Јоаким Вујић из Крагујевца, представа Маше Јеремић Милош Велики, редитељ Небојша Брадић. - Народно позориште - Краљево, представа Гордана Михића Господин Фока, редитељ Александра Ковачевић. - Народно позориште - Ужице, представа Бранислава Нушића Покојник, редитељ Дејан Пенчић Пољански. - Народно позориште - Ужице, представа Ђорђа Милосављевића Порфирогенеза, редитељ Ђорђе Милосављевић. - Театар Јоаким Вујић из Крагујевца, представа Вилијама Шекспира Ромео и Јулија, редитељ Пјер Валтер Полиц. - Народно позориште - Ниш, представа Виде Огњеновић Је ли било кнежеве вечере, редитељ Кокан Младеновић. Пратећи програм - Крушевачко позориште, представа Меше Селимовића Дервиш и смрт, редитељ Небојша Брадић. Жири - Жељко Јовановић, позоришни критичар - Вања Поповић, костимограф - Адријана Виденовић, драмски уметник - Марко Николић, драмски уметник - Вељко Радовић, писац Награде - Најбоља представа у целини је Порфирогенеза по тексту и режији Ђорђа Милосављевића, у извођењу Народног позоришта из Ужица. - Награда за најбољу режију додељена је Пјер Валтер Полицу за представу Ромео и Јулија Вилијама Шекспира, у извођењу Театра Јоаким Вујић из Крагујевца. - Награда за креацију костима додељена је Иванки Јевтовић за представу Милош Велики Маше Јеремић, у режији Небојше Брадића и извођењу Театра Јоаким Вујић из Крагујевца. - Награда за најбољу музику додељена је Марку Матовићу за музику у представи Порфирогенеза по тексту и у режији Ђорђа Милосављевића и извођењу Народног позоришта из Ужица. - Две равноправне награде за главне мушке улоге припале су: Слободану Љубичићу За улогу Крезе у представи Порфирогенеза по тексту и у режији Ђорђа Милосављевића и извођењу Народног позоришта из Ужица и Дејану Цицмиловићу за улогу Јаше Томића у представи Је ли било кнежеве вечере по тексту Виде Огњеновић, у режији Кокана Младеновића и извођењу Народног позоришта из Ниша. - Две равноправне награде за главне женске улоге припале су: Катарини Митровић за улогу Јулије у представи Ромео и Јулија Вилијама Шекспира, у режији Пјер Валтер Полица и извођењу Театра Јоаким Вујић из Крагујевца и Тањи Јовановић за улогу Ленке у представи Порфирогенеза по тексту и у режији Ђорђа Милосављевића и извођењу Народног позоришта из Ужица. - Специјална и награда младом глумцу, иако су предвиђене Правилником Фестивала, нису додељене јер по процени жирија није било разлога да се доделе. \| |
| Селектор: Александар Милосављевић, позоришни критичар - Театар Јоаким Вујић из Крагујевца, представа Маше Јеремић Милош Велики, редитељ Небојша Брадић. - Народно позориште - Краљево, представа Гордана Михића Господин Фока, редитељ Александра Ковачевић. - Народно позориште - Ужице, представа Бранислава Нушића Покојник, редитељ Дејан Пенчић Пољански. - Народно позориште - Ужице, представа Ђорђа Милосављевића Порфирогенеза, редитељ Ђорђе Милосављевић. - Театар Јоаким Вујић из Крагујевца, представа Вилијама Шекспира Ромео и Јулија, редитељ Пјер Валтер Полиц. - Народно позориште - Ниш, представа Виде Огњеновић Је ли било кнежеве вечере, редитељ Кокан Младеновић. Пратећи програм - Крушевачко позориште, представа Меше Селимовића Дервиш и смрт, редитељ Небојша Брадић. Жири - Жељко Јовановић, позоришни критичар - Вања Поповић, костимограф - Адријана Виденовић, драмски уметник - Марко Николић, драмски уметник - Вељко Радовић, писац Награде - Најбоља представа у целини је Порфирогенеза по тексту и режији Ђорђа Милосављевића, у извођењу Народног позоришта из Ужица. - Награда за најбољу режију додељена је Пјер Валтер Полицу за представу Ромео и Јулија Вилијама Шекспира, у извођењу Театра Јоаким Вујић из Крагујевца. - Награда за креацију костима додељена је Иванки Јевтовић за представу Милош Велики Маше Јеремић, у режији Небојше Брадића и извођењу Театра Јоаким Вујић из Крагујевца. - Награда за најбољу музику додељена је Марку Матовићу за музику у представи Порфирогенеза по тексту и у режији Ђорђа Милосављевића и извођењу Народног позоришта из Ужица. - Две равноправне награде за главне мушке улоге припале су: Слободану Љубичићу За улогу Крезе у представи Порфирогенеза по тексту и у режији Ђорђа Милосављевића и извођењу Народног позоришта из Ужица и Дејану Цицмиловићу за улогу Јаше Томића у представи Је ли било кнежеве вечере по тексту Виде Огњеновић, у режији Кокана Младеновића и извођењу Народног позоришта из Ниша. - Две равноправне награде за главне женске улоге припале су: Катарини Митровић за улогу Јулије у представи Ромео и Јулија Вилијама Шекспира, у режији Пјер Валтер Полица и извођењу Театра Јоаким Вујић из Крагујевца и Тањи Јовановић за улогу Ленке у представи Порфирогенеза по тексту и у режији Ђорђа Милосављевића и извођењу Народног позоришта из Ужица. - Специјална и награда младом глумцу, иако су предвиђене Правилником Фестивала, нису додељене јер по процени жирија није било разлога да се доделе.       |

| 2. Јоакимфест – 2005. |
| --- |
| \| Селектор: Александар Милосављевић, позоришни критичар - Театар Јоаким Вујић из Крагујевца, представа Еден фон Хорвата Код лепог изгледа, редитељ Драган Јаковљевић. - Народно позориште - Шабац, представа Вилијама Шекспира Бура, редитељ Југ Радивојевић. - Народно позориште - Ужице, представа Александра Галина Конкурс, редитељ Катарина Петровић. - Краљевачко позориште, представа Стеле Фили Паче, редитељ Ана Томовић. - Позориште Бора Станковић, Врање, представа Стевана Сремца Зона Замфирова, редитељ Филип Гајић. - Крушевачко позориште, представа Александра Поповића Свињски отац, редитељ Егон Савин. Пратећи програм - Театар Јоаким Вујић из Крагујевца, представа Вилијама Шекспира Ромео и Јулија, редитељ Пјер Валтер Полиц. Жири - Љубивоје Тадић, глумац (председник) - Жељко Хрубач, драмски писац - Ђорђе Марјановић, редитељ Награде - Награда за најбољу представу у целини додељена је представи рађеној по тексту Александра Поповића, у режији Егона Савина, а у извођењу Крушевачког позоришта, Свињски отац - Награда за најбољег младог глумца, за улогу Калибана у представи Бура по тексту Вилијама Шекспира, у режији Југа Радивојевића, а у извођењу Шабачког позоришта, додељује се Соњи Милојевић. - Награда за најбољу оригиналну музику, за музику у представи Бура по тексту Вилијама Шекспира, у режији Југа Радивојевића, а у извођењу Шабачког позоришта, додељује се Александри Ковач. - Награда за најбољу костимографију, за креације у представама Код лепог изгледа Едена фон Хорвата, у режији Драгана Јаковљевића и извођењу Театра Јоаким Вујић из Крагујевца и Конкурс Александра Галина у режији Катарине Петровић а у извођењу Народног позоришта из Ужица, додељује се Снежани Ковачевић. - Награда за најбољу сценографију, за креацију у представи Свињски отац Александра Поповића, у режији Егона Савина и извођењу Крушевачког позоришта, додељује се Марији Калабић. - Специјална награда за експериментални ауторски поступак у представи Зона Занфирова, која је рађена по мотивима приповетке Стевана Сремца, а у извођењу Позоришта Бора Станковић из Врања, додељује се Филипу Гајићу. - Награде за најбоља глумачка остварења: За улогу Кет, у представи Патка Стеле Фили, у режији Ане Томовић и извођењу Краљевачког позоришта, Јелени Илић. За улогу Варварке Волкове, у представи Конкурс Александра Галина, у режији Катарине Петровић и извођењу Народног позоришта из Ужица, Дивни Марић. За улогу Дуке Сујић, у представи Свињски отац Александра Поповића, у режији Егона Савина и извођењу Крушевачког позоришта, Дубравки Ковјанић. За улогу Милера, у представи Код лепог изгледа Едена фон Хорвата, у режији Драгана Јаковљевића и извођењу Театра Јоаким Вујић из Крагујевца, Милошу Крстовићу. - Награда за најбољу режију, за режију представе Патка Стеле Фили, у извођењу Краљевачког позоришта, додељује се Ани Томовић. \| |
| Селектор: Александар Милосављевић, позоришни критичар - Театар Јоаким Вујић из Крагујевца, представа Еден фон Хорвата Код лепог изгледа, редитељ Драган Јаковљевић. - Народно позориште - Шабац, представа Вилијама Шекспира Бура, редитељ Југ Радивојевић. - Народно позориште - Ужице, представа Александра Галина Конкурс, редитељ Катарина Петровић. - Краљевачко позориште, представа Стеле Фили Паче, редитељ Ана Томовић. - Позориште Бора Станковић, Врање, представа Стевана Сремца Зона Замфирова, редитељ Филип Гајић. - Крушевачко позориште, представа Александра Поповића Свињски отац, редитељ Егон Савин. Пратећи програм - Театар Јоаким Вујић из Крагујевца, представа Вилијама Шекспира Ромео и Јулија, редитељ Пјер Валтер Полиц. Жири - Љубивоје Тадић, глумац (председник) - Жељко Хрубач, драмски писац - Ђорђе Марјановић, редитељ Награде - Награда за најбољу представу у целини додељена је представи рађеној по тексту Александра Поповића, у режији Егона Савина, а у извођењу Крушевачког позоришта, Свињски отац - Награда за најбољег младог глумца, за улогу Калибана у представи Бура по тексту Вилијама Шекспира, у режији Југа Радивојевића, а у извођењу Шабачког позоришта, додељује се Соњи Милојевић. - Награда за најбољу оригиналну музику, за музику у представи Бура по тексту Вилијама Шекспира, у режији Југа Радивојевића, а у извођењу Шабачког позоришта, додељује се Александри Ковач. - Награда за најбољу костимографију, за креације у представама Код лепог изгледа Едена фон Хорвата, у режији Драгана Јаковљевића и извођењу Театра Јоаким Вујић из Крагујевца и Конкурс Александра Галина у режији Катарине Петровић а у извођењу Народног позоришта из Ужица, додељује се Снежани Ковачевић. - Награда за најбољу сценографију, за креацију у представи Свињски отац Александра Поповића, у режији Егона Савина и извођењу Крушевачког позоришта, додељује се Марији Калабић. - Специјална награда за експериментални ауторски поступак у представи Зона Занфирова, која је рађена по мотивима приповетке Стевана Сремца, а у извођењу Позоришта Бора Станковић из Врања, додељује се Филипу Гајићу. - Награде за најбоља глумачка остварења: За улогу Кет, у представи Патка Стеле Фили, у режији Ане Томовић и извођењу Краљевачког позоришта, Јелени Илић. За улогу Варварке Волкове, у представи Конкурс Александра Галина, у режији Катарине Петровић и извођењу Народног позоришта из Ужица, Дивни Марић. За улогу Дуке Сујић, у представи Свињски отац Александра Поповића, у режији Егона Савина и извођењу Крушевачког позоришта, Дубравки Ковјанић. За улогу Милера, у представи Код лепог изгледа Едена фон Хорвата, у режији Драгана Јаковљевића и извођењу Театра Јоаким Вујић из Крагујевца, Милошу Крстовићу. - Награда за најбољу режију, за режију представе Патка Стеле Фили, у извођењу Краљевачког позоришта, додељује се Ани Томовић.       |

| 3. Јоакимфест – 2006. |
| --- |
| \| Селектор: Драгана Бошковић, театролог - Позориште Зоран Радмиловић из Зајечара, представа Михаила Афанасијевича Бакуњина Операција Д. О. С., адаптација и режија Владимир Лазић. - Народно позориште - Ниш, представа Хади Курића Едмунд Кин, редитељ Ирфан Менсур. - Народно позориште - Ужице, представа Милоша Николића Атентат, редитељ Љубослав Мајера. - Шабачко позориште, представа Душана Ковачевића Сабирни центар, редитељ Кокан Младеновић. - Народно позориште Лесковац, представа Ж. П. Молијера Дон Жуан, редитељ Југ Радивојевић. - Крушевачко позориште, представа Душана Ковачевића Звездана прашина, редитељ Владимир Попадић. - Театар Јоаким Вујић из Крагујевца, представа Ј. С. Поповића Лажа и паралажа, сценографија и режија Драган Јаковљевић. Пратећи програм - Народно позориште - Сомбор, представа Небојше Ромчевића Парадокс, редитељ Егон Савин. Жири - Даница Максимовић - глумица (председник) - Татјана Мандић Ригонат - редитељ - Миланка Берберовић - костимограф Награде - Награда за најбољу представу додељена је представи Народног позоришта из Лесковаца, Ж. П. Молијера Дон Жуан у режији Југа Радивојевића. - Специјална награда је једногласно додељена Хадију Курићу за текст Едмунд Кин. Драму је извело Народно позориште из Ниша у режији Ирфана Менсура. - Млади композитор Марко Матовић добитник је награде за оригиналну музику која је била упечатљив и надограђујући сегмент представе Лажа и паралажа, Јована Стерије Поповића, у режији Драгана Јаковљевића и у извођењу Театра Јоаким Вујић из Крагујевца. - Награду за најбољу костимографију већином гласова добила је Маја Мирковић за изузетно решење костима и маски у представи Сабирни центар Шабачког позоришта. - Награду за сценографију добио је Драган Јаковљевић за сценографију представе Лажа и паралажа коју је и режирао а коју су извели глумци Театра Јоаким Вујић из Крагујевца. - Награду за режију добио је већином гласова Кокан Младеновић редитељ Сабирног центра, драме Душана Ковачевића у извођењу Шабачког позоришта. - Награде за најбоља глумачка остварења: Милан Васић за улогу Дон Жуан рађеној по Молијеровој драми у адаптацији и режији Југа Радивојевића, у извођењу Народног позоришта из Лесковца. За улогу Саломона у представи Едмунд Кин, у драми Хадија Курића у режији Ирфана Менсура, коју је извело Народно позориште из Ниша, добио је Александар Михаиловић. За улогу Капетана у представи Атентат, Милоша Николића а у режији Љубослава Мајере, а у извођењу Народног позоришта из Ужица, награђен је Томислав Трифуновић. Иван Томашевић награду добија за улогу Јанка Савског у представи Сабирни центар, Душана Ковачевића а у режији Кокана Младеновића и у извођењу Шабачког позоришта. \| |
| Селектор: Драгана Бошковић, театролог - Позориште Зоран Радмиловић из Зајечара, представа Михаила Афанасијевича Бакуњина Операција Д. О. С., адаптација и режија Владимир Лазић. - Народно позориште - Ниш, представа Хади Курића Едмунд Кин, редитељ Ирфан Менсур. - Народно позориште - Ужице, представа Милоша Николића Атентат, редитељ Љубослав Мајера. - Шабачко позориште, представа Душана Ковачевића Сабирни центар, редитељ Кокан Младеновић. - Народно позориште Лесковац, представа Ж. П. Молијера Дон Жуан, редитељ Југ Радивојевић. - Крушевачко позориште, представа Душана Ковачевића Звездана прашина, редитељ Владимир Попадић. - Театар Јоаким Вујић из Крагујевца, представа Ј. С. Поповића Лажа и паралажа, сценографија и режија Драган Јаковљевић. Пратећи програм - Народно позориште - Сомбор, представа Небојше Ромчевића Парадокс, редитељ Егон Савин. Жири - Даница Максимовић - глумица (председник) - Татјана Мандић Ригонат - редитељ - Миланка Берберовић - костимограф Награде - Награда за најбољу представу додељена је представи Народног позоришта из Лесковаца, Ж. П. Молијера Дон Жуан у режији Југа Радивојевића. - Специјална награда је једногласно додељена Хадију Курићу за текст Едмунд Кин. Драму је извело Народно позориште из Ниша у режији Ирфана Менсура. - Млади композитор Марко Матовић добитник је награде за оригиналну музику која је била упечатљив и надограђујући сегмент представе Лажа и паралажа, Јована Стерије Поповића, у режији Драгана Јаковљевића и у извођењу Театра Јоаким Вујић из Крагујевца. - Награду за најбољу костимографију већином гласова добила је Маја Мирковић за изузетно решење костима и маски у представи Сабирни центар Шабачког позоришта. - Награду за сценографију добио је Драган Јаковљевић за сценографију представе Лажа и паралажа коју је и режирао а коју су извели глумци Театра Јоаким Вујић из Крагујевца. - Награду за режију добио је већином гласова Кокан Младеновић редитељ Сабирног центра, драме Душана Ковачевића у извођењу Шабачког позоришта. - Награде за најбоља глумачка остварења: Милан Васић за улогу Дон Жуан рађеној по Молијеровој драми у адаптацији и режији Југа Радивојевића, у извођењу Народног позоришта из Лесковца. За улогу Саломона у представи Едмунд Кин, у драми Хадија Курића у режији Ирфана Менсура, коју је извело Народно позориште из Ниша, добио је Александар Михаиловић. За улогу Капетана у представи Атентат, Милоша Николића а у режији Љубослава Мајере, а у извођењу Народног позоришта из Ужица, награђен је Томислав Трифуновић. Иван Томашевић награду добија за улогу Јанка Савског у представи Сабирни центар, Душана Ковачевића а у режији Кокана Младеновића и у извођењу Шабачког позоришта.       |

| 4. Јоакимфест – 2007. |
| --- |
| \| Селектор: Драгана Бошковић, театролог - Народно позориште - Ниш, Лаза Лазаревић Швабица, драматизација и режија Мирослав Бенка. - Атеље 212 из Београда, Душан Спасојевић Одумирање, редитељ Егон Савин. - Звездара театар из Београда, Небојша Ромчевић Брод љубави, редитељ Дарко Бајић. - Београдско драмско позориште из Београда, Драган Николић Трансилванија, редитељ Милан Караџић. - Народно позориште Републике Српске Бања Лука, Бранислав Нушић Госпођа министарка, редитељ Милица Краљ. - Позориште на Теразијама из Београда, Предраг Перишић Хероји, редитељ Славенко Салетовић. - Књажевско-српски театар из Крагујевца, Милош Црњански Сеобе, драматизација Александар Саша Петровић, адаптација и режија Пјер Валтер Полиц. Пратећи програм - Театар Рифреди - Фиренза, Италија, Анђело Савели Источно од Голдонија, консултације проф. Сиро Фероне. - Театар Ал. Давила - Питешти, Румунија, Душан Ковачевић Урнебесна трагедија, редитељ Драган Јаковљевић. Жири - Рашко В. Јовановић, театролог (председник) - Ивана Вујић, редитељка - Александра Николић, глумица Награде - Награда за најбољу представу равноправно се додељује представама: Хероји Предрага Перишића, у режији Славенка Салетовића и извођењу Позоришта на Теразијама из Београда и Сеобе Милша Црњанског, у режији Пјер Валтер Полица и извођењу Књажевско-српског театра из Крагујевца. - Награда за најбољи текст додељује се Душану Спасојевићу за драму Одумирање, коју је приказао АТЕЉЕ 212 из Београда у режији Егона Савина. - Награда за најбољу режију додељује се Пјер Валтер Полицу за режију представе Сеобе Милоша Црњанског у извођењу Књажевско-српског театра, Крагујевац. - Награда за најбољу костимографију додељује се Јелени Јовановић за костиме у представи Сеобе Милоша Црњанског у извођењу Књажевско-српског театра, Крагујевац. - Награду за сценографију добио је Драган Јаковљевић за сценографију представе Лажа и паралажа коју је и режирао а коју су извели глумци Театра Јоаким Вујић из Крагујевца. - Награду за режију добио је већином гласова Кокан Младеновић редитељ Сабирног центра, драме Душана Ковачевића у извођењу Шабачког позоришта. - Награде за најбоља глумачка остварења: Борис Исаковић за улогу СТРАХИЊЕ у представи Одумирање у извођењу АТЕЉЕА 212 из Београда. Светлана Бојковић за улогу ЖИВКЕ у представи Госпођа Министарка у извођењу Народног позоришта РС Бања Лука. Миодраг Кривокапић за улогу КАРЛА у представи Брод љубави Звездара театра из Београда. Миленко Заблаћански за улогу РАДОВАНА у представи Хероји у извођењу Позоришта на Теразијама из Београда. Мирко Бабић за улогу ЕНГЕЛСХОФЕНА у представи Сеобе Милоша Црњанског у извођењу Књажевско-српског театра из Крагујевца. Миодраг Пејковић за улогу ПАВЛА ИСАКОВИЋА у представи Сеобе Милоша Црњанског у извођењу Књажевско-српског театра из Крагујевца. \| |
| Селектор: Драгана Бошковић, театролог - Народно позориште - Ниш, Лаза Лазаревић Швабица, драматизација и режија Мирослав Бенка. - Атеље 212 из Београда, Душан Спасојевић Одумирање, редитељ Егон Савин. - Звездара театар из Београда, Небојша Ромчевић Брод љубави, редитељ Дарко Бајић. - Београдско драмско позориште из Београда, Драган Николић Трансилванија, редитељ Милан Караџић. - Народно позориште Републике Српске Бања Лука, Бранислав Нушић Госпођа министарка, редитељ Милица Краљ. - Позориште на Теразијама из Београда, Предраг Перишић Хероји, редитељ Славенко Салетовић. - Књажевско-српски театар из Крагујевца, Милош Црњански Сеобе, драматизација Александар Саша Петровић, адаптација и режија Пјер Валтер Полиц. Пратећи програм - Театар Рифреди - Фиренза, Италија, Анђело Савели Источно од Голдонија, консултације проф. Сиро Фероне. - Театар Ал. Давила - Питешти, Румунија, Душан Ковачевић Урнебесна трагедија, редитељ Драган Јаковљевић. Жири - Рашко В. Јовановић, театролог (председник) - Ивана Вујић, редитељка - Александра Николић, глумица Награде - Награда за најбољу представу равноправно се додељује представама: Хероји Предрага Перишића, у режији Славенка Салетовића и извођењу Позоришта на Теразијама из Београда и Сеобе Милша Црњанског, у режији Пјер Валтер Полица и извођењу Књажевско-српског театра из Крагујевца. - Награда за најбољи текст додељује се Душану Спасојевићу за драму Одумирање, коју је приказао АТЕЉЕ 212 из Београда у режији Егона Савина. - Награда за најбољу режију додељује се Пјер Валтер Полицу за режију представе Сеобе Милоша Црњанског у извођењу Књажевско-српског театра, Крагујевац. - Награда за најбољу костимографију додељује се Јелени Јовановић за костиме у представи Сеобе Милоша Црњанског у извођењу Књажевско-српског театра, Крагујевац. - Награду за сценографију добио је Драган Јаковљевић за сценографију представе Лажа и паралажа коју је и режирао а коју су извели глумци Театра Јоаким Вујић из Крагујевца. - Награду за режију добио је већином гласова Кокан Младеновић редитељ Сабирног центра, драме Душана Ковачевића у извођењу Шабачког позоришта. - Награде за најбоља глумачка остварења: Борис Исаковић за улогу СТРАХИЊЕ у представи Одумирање у извођењу АТЕЉЕА 212 из Београда. Светлана Бојковић за улогу ЖИВКЕ у представи Госпођа Министарка у извођењу Народног позоришта РС Бања Лука. Миодраг Кривокапић за улогу КАРЛА у представи Брод љубави Звездара театра из Београда. Миленко Заблаћански за улогу РАДОВАНА у представи Хероји у извођењу Позоришта на Теразијама из Београда. Мирко Бабић за улогу ЕНГЕЛСХОФЕНА у представи Сеобе Милоша Црњанског у извођењу Књажевско-српског театра из Крагујевца. Миодраг Пејковић за улогу ПАВЛА ИСАКОВИЋА у представи Сеобе Милоша Црњанског у извођењу Књажевско-српског театра из Крагујевца.       |

| 5. Јоакимфест – 2008. |
| --- |
| \| Селектор: Драгана Бошковић, театролог - Атеље 212 из Београда, Бора Ћосић Улога моје породице у светској револуцији, редитељ Душан Јовановић. - Народно позориште Тоша Јовановић из Зрењанина, Иван М. Лалић Херој Нације, редитељ Егон Савин. - Крушевачко позориште, Меша Селимовић Тврђава, редитељ Небојша Брадић. - Народно позориште из Ниша, Иван Јовановић, Дејан Петковић, Марјан Тодоревић Одабрани и уништени, редитељ Кокан Млоаденовић. - Српско народно позориште из Новог Сада, Маја Пелевић Ја или неко други, редитељ Кокан Младеновић. - Југословенско драмско позориште из Београда, Бранислав Нушић Тако је морало бити, редитељ Егон Савин. - Књажевско-српски театар из Крагујевца, Данко Поповић Конак у Крагујевцу, редитељ Владимир Лазић. Пратећи програм - Народно позориште из Мостара, БиХ; Кен Кеси Лет изнад кукавичјег гнезда, редитељ Ерол Кадић. - Народно позориште из Букурешта, Румунија; Василе Александри Санзиана си Пепелеа, редитељ Дан Тудор. - Народно позориште из Сарајева, БиХ; Јован Стерија Поповић Родољупци, редитељ Градимир Гојер. Жири - Снежана Никшић, глумица - Видосав Стевановић, књижевник - Александра Николић, глумица Награде - Награда за најбољу представу додељена представи Одабрани и уништени у извођењу Народног позоришта из Ниша. - Награда за оригиналну музику додељује се Зорану Ерићу, за музику у представи Тврђава Крушевачког позоришта. - Награда за најбољи костим додељује се Ангелини Атлагић за костиме у представи Тако је морало бити у извођењу Југословенског драмског позоришта из Београда. - Награда за најбољу сценографију додељује се Нурулах Тунчеру за сценографију у представи Тврђава Крушевачког позоришта. - Награда за најбољи текст додељује се аутору Дејану Петковићу за текст Виа Долорес у представи Одабрани и уништени у извођену Нишког Народног позоришта. - Награда за најбољу режију додељује се Кокану Младеновићу за режију представе Одабрани и уништени у извођењу Народног позоришта из Ниша. - Награде за најбоља глумачка остварења: Сања Микитишин, за улогу Десанке Животић у представи Херој нације и у извођењу Народног позоришта Тоша Јовановић из Зрењанина. Марија Меденица, за улогу Оне у представи Ја или неко други и у извођењу Српског народног позоришта из Новог Сада. Дејан Цицмиловић, за улогу Ђорђа Карађорђевића у представи Одабрани и уништени Народног позоришта из Ниша. Јасна Ђуричић, за улогу Мајке у представи Ја или неко други Српског народног позоришта из Новог Сада. Анита Манчић, за улогу Јеле у представи Тако је морало бити Југословенског драмског позоришта из Београда. Миодраг Пејковић за улогу ПАВЛА ИСАКОВИЋА у представи Сеобе Милоша Црњанског у извођењу Књажевско-српског театра из Крагујевца. \| |
| Селектор: Драгана Бошковић, театролог - Атеље 212 из Београда, Бора Ћосић Улога моје породице у светској револуцији, редитељ Душан Јовановић. - Народно позориште Тоша Јовановић из Зрењанина, Иван М. Лалић Херој Нације, редитељ Егон Савин. - Крушевачко позориште, Меша Селимовић Тврђава, редитељ Небојша Брадић. - Народно позориште из Ниша, Иван Јовановић, Дејан Петковић, Марјан Тодоревић Одабрани и уништени, редитељ Кокан Млоаденовић. - Српско народно позориште из Новог Сада, Маја Пелевић Ја или неко други, редитељ Кокан Младеновић. - Југословенско драмско позориште из Београда, Бранислав Нушић Тако је морало бити, редитељ Егон Савин. - Књажевско-српски театар из Крагујевца, Данко Поповић Конак у Крагујевцу, редитељ Владимир Лазић. Пратећи програм - Народно позориште из Мостара, БиХ; Кен Кеси Лет изнад кукавичјег гнезда, редитељ Ерол Кадић. - Народно позориште из Букурешта, Румунија; Василе Александри Санзиана си Пепелеа, редитељ Дан Тудор. - Народно позориште из Сарајева, БиХ; Јован Стерија Поповић Родољупци, редитељ Градимир Гојер. Жири - Снежана Никшић, глумица - Видосав Стевановић, књижевник - Александра Николић, глумица Награде - Награда за најбољу представу додељена представи Одабрани и уништени у извођењу Народног позоришта из Ниша. - Награда за оригиналну музику додељује се Зорану Ерићу, за музику у представи Тврђава Крушевачког позоришта. - Награда за најбољи костим додељује се Ангелини Атлагић за костиме у представи Тако је морало бити у извођењу Југословенског драмског позоришта из Београда. - Награда за најбољу сценографију додељује се Нурулах Тунчеру за сценографију у представи Тврђава Крушевачког позоришта. - Награда за најбољи текст додељује се аутору Дејану Петковићу за текст Виа Долорес у представи Одабрани и уништени у извођену Нишког Народног позоришта. - Награда за најбољу режију додељује се Кокану Младеновићу за режију представе Одабрани и уништени у извођењу Народног позоришта из Ниша. - Награде за најбоља глумачка остварења: Сања Микитишин, за улогу Десанке Животић у представи Херој нације и у извођењу Народног позоришта Тоша Јовановић из Зрењанина. Марија Меденица, за улогу Оне у представи Ја или неко други и у извођењу Српског народног позоришта из Новог Сада. Дејан Цицмиловић, за улогу Ђорђа Карађорђевића у представи Одабрани и уништени Народног позоришта из Ниша. Јасна Ђуричић, за улогу Мајке у представи Ја или неко други Српског народног позоришта из Новог Сада. Анита Манчић, за улогу Јеле у представи Тако је морало бити Југословенског драмског позоришта из Београда. Миодраг Пејковић за улогу ПАВЛА ИСАКОВИЋА у представи Сеобе Милоша Црњанског у извођењу Књажевско-српског театра из Крагујевца.       |

| 6. Јоакимфест – 2009. |
| --- |
| \| Селектор: Драгана Бошковић, театролог - Српско народно позориште из Новог Сада, Милена Марковић Брод за лутке, редитељ Ана Томовић. - Атеље 212 из Београда, Јордан Цветановић Терапија, редитељ Горан Марковић. - Народно позориште Републике Српске Бања Лука, Бранислав Нушић Народни посланик, редитељ Никола Пејаковић. - Књажевско-српски театар из Крагујевца, Бранислав Нушић Госпођа министарка, редитељ Јован Грујић. - Краљевачко позориште, Љубомир Симовић Путујуће позориште Шопаловић, редитељ Небојша Дугалић. - Југословенско драмско позориште из Београда, Лаза Лазаревић Швабица, драматизација и режија Ана Ђорђевић. - Народно позориште из Београда, Меша Селимовић Дервиш и смрт, редитељ Егон Савин. - Звездара театар из Београда, Душан Ковачевић Генерална проба самоубиства, редитељ Душан Ковачевић. Пратећи програм - Књажевско-српски театар из Крагујевца, Николај Васиљевич Гогољ Дневник једног лудака, монодрама Ивана Видосављевића. Жири - Душан Спасојевић, драмски писац (председник) - Ђурђа Тешић, редитељ, редитељ - Снежана Ковачевић, костимограф Награде - Јоакимову награду за најбољу представу у целини додељујемо представи ДЕРВИШ И СМРТ Народног позоришта из Београда. - Јоакимову награду за најбољег редитеља фестивала додељујемо Егону Савину за режију представе ДЕРВИШ И СМРТ Народног позоришта из Београда. - Јоакимову награду додељујемо Јасни Ђуричић за улоге Мале сестре, Алисе, Снежане, Златокосе, Палчице, Принцезе, Жене и Вештице у представи БРОД ЗА ЛУТКЕ Српског народног позоришта из Новог Сада. - Јоакимову награду додељујемо Николини Ђорђевић за улогу Павке у представи НАРОДНИ ПОСЛАНИК Народног позоришта из Бање Луке. - Јоакимову награду додељујемо Николи Ристановском за улогу Ахмета Нурудина у представи ДЕРВИШ И СМРТ Народног позоришта из Београда. - Јоакимову награду додељујемо Бранимиру Брстини за улоге Глумца, Капетана, Бизнисмена, Адвоката и Психијатра у представи ГЕНЕРАЛНА ПРОБА САМОУБИСТВА Звездара Театра из Београда. - Јоакимову награду за најбољу сценографију додељујемо Егону Савину. - Јоакимову награду за најбољи костим додељујемо Момирки Баиловић за представу БРОД ЗА ЛУТКЕ Српског народног пзориста из Новог Сада.. - Јоакимову награду за најбољу музику додељујемо Дарку Рундеку за представу БРОД ЗА ЛУТКЕ Српског народног позоришта из Новог Сада. - Јоакимову специјалну награду додељујемо Ани Томовић за режију представе БРОД ЗА ЛУТКЕ Српског народног позоришта из Новог Сада. - Јоакимову награду додељујемо Душану Ковачевићу за текст представе ГЕНЕРАЛНА ПРОБА САМОУБИСТВА Звездара Театра из Београда. - Награда публике, просечна оцена 9,72, припала је представи Звездара театра из Београда Генерална проба самоубиства аутора текста и редитеља Душана Ковачевића. \| |
| Селектор: Драгана Бошковић, театролог - Српско народно позориште из Новог Сада, Милена Марковић Брод за лутке, редитељ Ана Томовић. - Атеље 212 из Београда, Јордан Цветановић Терапија, редитељ Горан Марковић. - Народно позориште Републике Српске Бања Лука, Бранислав Нушић Народни посланик, редитељ Никола Пејаковић. - Књажевско-српски театар из Крагујевца, Бранислав Нушић Госпођа министарка, редитељ Јован Грујић. - Краљевачко позориште, Љубомир Симовић Путујуће позориште Шопаловић, редитељ Небојша Дугалић. - Југословенско драмско позориште из Београда, Лаза Лазаревић Швабица, драматизација и режија Ана Ђорђевић. - Народно позориште из Београда, Меша Селимовић Дервиш и смрт, редитељ Егон Савин. - Звездара театар из Београда, Душан Ковачевић Генерална проба самоубиства, редитељ Душан Ковачевић. Пратећи програм - Књажевско-српски театар из Крагујевца, Николај Васиљевич Гогољ Дневник једног лудака, монодрама Ивана Видосављевића. Жири - Душан Спасојевић, драмски писац (председник) - Ђурђа Тешић, редитељ, редитељ - Снежана Ковачевић, костимограф Награде - Јоакимову награду за најбољу представу у целини додељујемо представи ДЕРВИШ И СМРТ Народног позоришта из Београда. - Јоакимову награду за најбољег редитеља фестивала додељујемо Егону Савину за режију представе ДЕРВИШ И СМРТ Народног позоришта из Београда. - Јоакимову награду додељујемо Јасни Ђуричић за улоге Мале сестре, Алисе, Снежане, Златокосе, Палчице, Принцезе, Жене и Вештице у представи БРОД ЗА ЛУТКЕ Српског народног позоришта из Новог Сада. - Јоакимову награду додељујемо Николини Ђорђевић за улогу Павке у представи НАРОДНИ ПОСЛАНИК Народног позоришта из Бање Луке. - Јоакимову награду додељујемо Николи Ристановском за улогу Ахмета Нурудина у представи ДЕРВИШ И СМРТ Народног позоришта из Београда. - Јоакимову награду додељујемо Бранимиру Брстини за улоге Глумца, Капетана, Бизнисмена, Адвоката и Психијатра у представи ГЕНЕРАЛНА ПРОБА САМОУБИСТВА Звездара Театра из Београда. - Јоакимову награду за најбољу сценографију додељујемо Егону Савину. - Јоакимову награду за најбољи костим додељујемо Момирки Баиловић за представу БРОД ЗА ЛУТКЕ Српског народног пзориста из Новог Сада.. - Јоакимову награду за најбољу музику додељујемо Дарку Рундеку за представу БРОД ЗА ЛУТКЕ Српског народног позоришта из Новог Сада. - Јоакимову специјалну награду додељујемо Ани Томовић за режију представе БРОД ЗА ЛУТКЕ Српског народног позоришта из Новог Сада. - Јоакимову награду додељујемо Душану Ковачевићу за текст представе ГЕНЕРАЛНА ПРОБА САМОУБИСТВА Звездара Театра из Београда. - Награда публике, просечна оцена 9,72, припала је представи Звездара театра из Београда Генерална проба самоубиства аутора текста и редитеља Душана Ковачевића.       |

| 7. Јоакимфест – 2010. |
| --------------------- |
| \| \|                 |
|                       |

## Галерија
- Награде ЈоакимФеста
- Сцена Јоаким Вујић
- ЈоакимФест 05 Александар Поповић Свињски отац
- ЈоакимФест 06 Ж. Б. П. Молијер Дон Жуан
- ЈоакимФест 07
- ЈоакимФест 08 И. Јовановић, Д. Петковић и М. Тодоровић Одабрани и уништени
- ЈоакимФест 09
- ЈоакимФест 09 Меша Селимовић Дервиш и смрт